# Meðalfell
Meðalfell är ett berg i republiken Island. Det ligger i regionen Höfuðborgarsvæði, 26 km nordost om huvudstaden Reykjavík. Toppen på Meðalfell är 375 meter över havet, eller 314 meter över den omgivande terrängen. Bredden vid basen är 3,4 km.
Runt Meðalfell är det tätbefolkat, med 343 invånare per kvadratkilometer. Närmaste större samhälle är Mosfellsbær, omkring 18 kilometer söder om Meðalfell. Trakten runt Meðalfell består i huvudsak av gräsmarker.